# Gary Becker
Gary Becker (Pottsville, 2 dicembre 1930 – Chicago, 3 maggio 2014) è stato un economista statunitense, vincitore del Premio Nobel per l'economia nel 1992, per «aver esteso il dominio dell'analisi microeconomica a un ampio raggio di comportamenti e interazioni umane, incluso il comportamento non legato al mercato».
Il 29 ottobre 2007 è stato insignito della Medaglia presidenziale della libertà, una delle più prestigiose onorificenze civili degli Stati Uniti dal Presidente George W. Bush
Becker è stato uno dei primi economisti ad analizzare argomenti che erano stati studiati in sociologia, tra cui la discriminazione razziale, il crimine, l'organizzazione familiare e la dipendenza razionale. Ha sostenuto che molti diversi tipi di comportamento umano possono essere visti come razionali e massimizzatori dell'utilità, compresi quelli che sono spesso considerati autodistruttivi o irrazionali. Il suo approccio si estendeva anche agli aspetti altruistici del comportamento umano, che a volte mostrava avere fini egoistici (quando cioè l'utilità degli individui è adeguatamente definita e misurata). È stato anche tra i massimi esponenti dello studio del capitale umano. Secondo Milton Friedman, è stato "il più grande scienziato sociale che abbia vissuto e lavorato" nella seconda parte del XX secolo.

## Biografia
Laureatosi nella Università di Princeton, si è successivamente perfezionato nell'Università di Chicago dove ha svolto la sua tesi di dottorato sotto la guida di Milton Friedman. 
Dopo aver svolto attività di ricerca presso la Chicago University e la Columbia University, dal 1970 è tornato all'Università di Chicago, dove ha insegnato a lungo economia e sociologia.
Autore di diversi saggi, ha ricevuto numerosi riconoscimenti internazionali e lauree ad honorem. 
Fra i suoi tanti incarichi, è stato Presidente e Vicepresidente dell'American Economic Association e dal 1988 è membro dell'Istituto di politica fiscale e monetaria del Ministero delle Finanze giapponese. 
Nel 1998 Becker fu uno dei fondatori di "UNext.com", un consorzio fra alcune delle più importanti istituzioni accademiche americane per l'istruzione e la formazione superiore a distanza. Ha  ricevuto nel 1992 il Premio Nobel.
Sua figlia Judy è una scenografa candidata all'Oscar.

## La ricerca
Particolare studio ha dedicato al capitale umano e alle sue relazioni con la crescita economica.
(da G.S. Becker, L’approccio economico al comportamento umano, Bologna, il Mulino, 1998 (ed orig. 1960), p. 37)
La motivazione del premio Nobel ha indicato che il conferimento avveniva "per aver esteso la ricerca economica a discipline come la sociologia, la demografia e la criminologia" e per aver mostrato come i fattori economici influenzino il processo decisionale anche in aree che, in precedenza, i ricercatori consideravano dominate da comportamenti abituali e spesso decisamente irrazionali.

## Opere principali
- (EN) The Economics of Discrimination, The University of Chicago Press, Chicago, 1957.
- (EN) The Economic Approach to Human Behavior, University of Chicago Press, Chicago, 1978.
- (EN) A Treatise on the Family, Harvard University Press, Cambridge 1981; expanded ed. 1991.
- (EN) Human Capital, Columbia University Press, New York, 1964; 2nd ed. 1975; 3rd ed. 1993.
- (EN)  Accounting for Tastes, Harvard University Press, Cambridge, 1996.
- (EN) Social Environment, con Kevin M. Murphy, Harvard University Press, Cambridge, 2000.